# Північно-Східна Індія
Північно-Східна Індія (англ. North-East India) — найсхідніший регіон Індії, відокремлений від решти території країни вузьким перешийком, коридором Сіліґурі.

## Географія
До складу Північно-Східної Індії входять 8 штатів: Так звані «Сім сестер» (Аруначал-Прадеш, Ассам, Маніпур, Мегхалая, Мізорам, Нагаленд,Трипура) і Сіккім.
Держави, що граничать з регіоном — Непал, Бутан, КНР, М'янма і Бангладеш. Проте, регіон має лише 21 км загальної межі з рештою Індії в районі Сіліґурі. На велику частину штату Аруначал-Прадеш претендує КНР.

## Історія
Північно-Східна Індія була доданий до політичної карти Індії тільки в сучасний час. Ассам (що на момент отримання Індією незалежності включав також Нагаленд, Мізорам і Мегхалаю), не був частиною політичної Індії впродовж більшої частини своєї історії, Маніпур і Трипура були окремими кнізівствами; Аруначал-Прадеш і Сіккім потрапили під контроль Британської Індії лише на початку 20-го століття, коли британські колоніальні власті намагалися приєднати незалежні прикордонні країни до індійської території для створення буферу між головною частиною колонії та сусідніми державами.
Після отримання незалежності Індією в 1947 році поширення індійського контролю на ці райони було проблематичним. Так, Сіккім потрапив під індійський протекторат в 1947 році та приєднався до Індії лише в 1975 році. На решті території регіону існувала гостра проблема мусульманської общини, безпосередньо пов'язана з Бангладеш, що до 1971 року був східною провінцією Пакистану. Розділ британської колонії в Індії в 1947 році став найтрагічнішою подією в сучасній історії Південної Азії. Більш за один мільйон чоловік загинули в роки розділу через небачений спалах насильства. Понад 13 мільйонів чоловік стали вимушеними переселенцями. Від наймасовішої в 20 столітті міграції постраждали перш за все прикордонні райони, де корінним чином було змінено кількісне співвідношення між релігійними общинами.
Ще одну проблему зі встановленням контролю над регіоном викликали територіальні претензії КНР на бульшу частину штату Аранучал-Прадеш. Кульмінації конфлікт між двома країнами досяг під час Китайсько-індійської прикордонної війни 1962 року. КНР вдалося перемогти в перших битвах, але вона не стала наступати углиб території Індії. Після цієї війни та знову після росту сепаратистських настроїв у регіоні в цих були прийняті міри безпеки, набагато жорсткіші ніж на решті індійської території.

## Клімат
Північно-Східна Індія має переважно вологий субтропічний клімат з жарким вологим літом, м'якою зимою та періодом сильних мусонів. Разом із західним узбережжям Індії, тут містяться одні з останніх на півострові Індостан ділянок вологих тропічних лісів. У штатах Аруначал-Прадеш і Сіккім — гірський клімат із холодною, сніжною зимою і м'яким літом.
Північно-Східна Індія — зона високої сейсмічності. Землетрус 1897 року в Ассамі був одним із сильних у світі. У результаті землетрусу 1950 року в гірських районах відбулися великі зсуви й обвали, що підсилили замулювання русла Брахмапутри на рівнині та привели до збільшення частоти повеней. У відповідь федеральним урядом Індії була створена рада з контролю повеней у басейні Брахмапутри.

## Географія та жива природа
Ліси, що покривають близько 60 % території регіону, — одне з головних багатств регіону, особливо Аруначал-Прадеша. Вони досить різноманітні — від вологих тропічних вічнозелених лісів у підніжжях гір, до широколистяних лісів середніх схилів і хвойних лісів верхнього лісового поясу.
Тут зустрічаються зарості рододендрона, бамбука, кактусів, в глибині тропічних лісів квітнуть орхідеї. Ще зберігся і багатий тваринний світ: дикі слони, тигри, пітони, гавкаючі олені, кабарги, снігові барси, ведмеді та інші тварини. Проте промислова переробка лісової сировини, як і виникнення інших галузей сучасної промисловості, вимагають створення необхідної транспортної мережі і енергетичної бази, все ще відсутньої в багатьох частинах регіону.
Аруначал-Прадеш має найбільшу в країні концентрацією гідроенергетичних ресурсів, які на Діханзі перевищують 4 млн кВт, Лухіті — більше 3 млн кВт, Дібанзі — близько 900 тис. кВт, Камензі — 600, Субансирі — майже 200 тис. кВт. Проте важкодоступність, бездоріжжя та складні умови будівництва в цьому високосейсмічному районі, де часто трапляються обвали і зсуви, надзвичайно утрудняють освоєння цих ресурсів.

## Культура
Жоден з етносів, що проживають тут, не утворює більшості регіонального масштабу. Найбільшими народами є ассамці і бенгальці, але крім них існують десятки менших етносів: гола, мізо, кхаси тощо. Найпоширеніша релігія серед ассамців і бенгальців — індуїзм, його послідовники складають більшу частину населення Ассаму і Трипури.
Проте в цілому позиції індуїзму в регіоні не дуже тверді. Тільки на північному сході Індії існують штати з християнською більшістю: Мегхалая (64 % християн від населення штату), Мізорам (85 %) і Нагаленд (87 %). Значні релігійні громади утворюють мусульмани і буддисти. Найбільші громади мусульман існують в Ассамі і Нагаленді.
Північно-Східна Індія у расовому, лінгвістичному і культурному відношенні дуже відрізняється від інших регіонів Індії. Цей регіон офіційно визнаній як особлива категорія штатів Індії. Він відомий своєю унікальною культурою, ремеслами, військовим мистецтвом і красою. З моменту початку економічної лібералізації в 1990-их роках дослідження показали, що цей регіон помітно відстає від інших в плані економічного розвитку.

## Ресурси Інтернету
- Northeasterner — Beautiful People
- Infobase of the indigenous Hmar people in NE India
- Sinlung — News of North East India
- Sinlung Network — Northeast Business Directory
- Northeast Vigil — the largest and oldest information repository of information on the Northeast
- Arts of the tribal groups in the Northeast
- Books on North East India
- Photographs from the Seven Sister States of North East India

| Індія | Це незавершена стаття з географії Індії. Ви можете допомогти проєкту, виправивши або дописавши її. |